# Emma Wolffhardt
Emma Maria Wolffhardt (geb. 27. Juli 1899; gest. 1997) war eine deutsche Industriechemikerin bei der BASF und die erste Chemikerin der BASF mit eigenem Forschungsgebiet. Außerdem war sie die erste, die das Kalottenmodell zum Verständnis und zur Verbesserung der organischen Synthese einsetzte.

## Leben
Wolffhardt studierte an der Universität Würzburg und am Karlsruher Institut für Technologie. Sie promovierte bei Stefan Goldschmidt. Wolffhardt begann ihre Karriere 1925 bei der BASF. Zunächst musste sie im Literaturbüro des Hauptlabors arbeiten. Monate später suchte Alwin Mittasch, der damals Laborleiter war, nach einem Assistenten, und Wolffhardt bewarb sich und wurde zu Mittaschs Assistentin ernannt. Dann unterstützte sie Mittasch bei seinen wissenschaftlichen Arbeiten. 1940 erhielt sie ein eigenes Forschungsgebiet, in dem sie die Herstellung von Flugkraftstoff erforschte. Sie war die erste, die das Kalottenmodell zum Verständnis und zur Verbesserung der organischen Synthese einsetzte. Auf diese Weise war Wolffhardt die erste deutsche Person, die eine Ausbeute von 8-10 % für Triptan erreichte. 1950 war Wolffhardt die erste weibliche Hochschulabsolventin in der Geschichte des Unternehmens, die ihr 25-jähriges Jubiläum feierte. 1960 ging sie in den Ruhestand. 1997 starb sie in Heidelberg. Sie hatte eine Adoptivtochter.

## Ausgewählte Publikationen
- Emma Wolffhardt: Beiträge zur Verwendung der Atommodelle von H. A. Stuart in der organischen Chemie. In: Chemische Berichte. 80. Jahrgang, Nr. 1, 1947, S. 64–76, doi:10.1002/cber.19470800113.
- Emma Wolffhardt: Briefe Justus von Liebigs an König Max II. von Bayern 1853-1860. Verlag der Bayerischen Akademie der Wissenschaften, München 1964, OCLC 439525317 (worldcat.org).
- Emma Wolffhardt: " ... Selbst der Luxus bedarf der Soda ...": von der Bedeutung einer Verordnung Maximilians II. für die Gründung der BASF Ludwigshafen. Erscheinungsort nicht ermittelbar 1965, OCLC 927478815 (worldcat.org).
- Stefan Goldschmidt, Anton Wolf, Emma Wolffhardt, Israel Drimmer, Simon Nathan: Über Hydrazyle. In: Justus Liebigs Annalen der Chemie. 437. Jahrgang, Nr. 1, 1924, S. 194–226, doi:10.1002/jlac.19244370113 (englisch).
- Emma Wolffhardt: Ueber Diphenyl-acyl-hydrazyle. Würzburg 1924 (Dissertation).